# هاینریش یونکر

هاینریش فرانتس یوزف یونکِر

هاینریش فرانتس یوزف یونکِر (به آلمانی: Heinrich Franz Josef Junker؛ ‎ ۲۶ مارس ۱۸۸۹ در اُفِنباخ آم ماین – ۳ آوریل ۱۹۷۰ در برلین) ایران‌شناس، هندواروپایی‌شناس، کره‌ای‌شناس و زبان‌شناس آلمانی است. او متخصص برجستهٔ واژه‌شناسی زبان فارسی باستان شد، که تحت تأثیر معلمش، کریستیان بارتولومه بود. او بارتولومه را در شهر گیسن ملاقات کرد و در شهرهای استراسبورگ و هایدلبرگ او را دنبال کرد و شاگرد مخصوص وی شد. در طی جنگ جهانی اول، او به‌عنوان مترجم در اردوگاه اسیران جنگی مشغول به کار بود.

## آثار
- The Frahang i Pahlavīk. Heidelberg 1912.
- Über iranische Quellen der hellenistischen Aion-Vorstellung. Leipzig 1923.
- Arische Forschungen. Yaghnobi-Studien. Band 1: Die sprachgeographische Gliederung des Yaghnōb-Tales. Leipzig 1930.
- als Hrsg. : Archiv für die gesamte Phonetik. Berlin 1937–1945.
- als Hrsg. : Sprachphilosophisches Lesebuch. Heidelberg 1948.
- Koreanische Studien. Berlin (Ost) 1955.
- als Hrsg. : Alte koreanische Bilder. Landschaften und Volksleben. Leipzig 1958.
- als Hrsg. mit anderen: Iranische Literaturgeschichte. Leipzig 1959.
- mit Bozorg Alavi: Persisch-deutsches Wörterbuch. Leipzig 1965 u. ö.